# Lind (krater)
För andra betydelser, se Lind (olika betydelser).
Lind är en nedslagskrater med en diameter på 26 kilometer, på planeten Venus. Lind har fått sitt namn efter den svenska operasångerskan Jenny Lind.